# Vanilla havilandii
Vanilla havilandii é uma espécie de orquídea de hábito escandente e crescimento reptante endêmica de Borneo. São plantas clorofiladas de raízes aéreas; sementes crustosas, sem asas; e inflorescências de flores de cores pálidas que nascem em sucessão, de racemos laterais.